# Dean George
Dean George (* 1987) ist ein englischer Badmintonspieler. 

## Karriere
Dean George siegte 2005 im Herrendoppel bei den Welsh International. Ein Jahr später wurde er englischer Juniorenmeister. 2008 gewann er die Wimbledon Open.

## Sportliche Erfolge
| Saison | Veranstaltung                             | Disziplin    | Platz | Name                               |
| ------ | ----------------------------------------- | ------------ | ----- | ---------------------------------- |
| 2005   | Welsh International                       | Herrendoppel | 1     | Andrew Ellis / Dean George         |
| 2006   | England: Einzelmeisterschaft der Junioren | Mixed        | 1     | Dean George / Mariana Agathangelou |
| 2006   | England: Einzelmeisterschaft der Junioren | Herrendoppel | 1     | Andrew Ellis / Dean George         |
| 2008   | Wimbledon Open                            | Herrendoppel | 1     | Andrew Ellis / Dean George         |